# 革命权
在政治哲学中，革命权或反抗权指的是当政府违背公众利益并且／或者没有缘由威胁人民安全时，一个国家的人民推翻它的权力或责任。在整个历史进程中该权力常被以各种形式提及，并被用来为革命提供正当理由，如美国革命、法国大革命、俄国革命和伊朗革命。

## 历史

### 早期先例
为了使推翻商朝的行為擁有正当理由，周朝（公元前1122年至256年）推广了天命这一概念，称上天会保佑正当统治者的权威，但是上天不悦会从暴虐的统治者手中收回天命。随后，天命则会传到最善于统治者的手中。中国历史学家常把反抗成功作为天命转移的证据。纵观中国历史，反抗统治王朝的人会提出天命转移，因此有权反抗的说法。因此，统治者常对此感到不快。而由于儒家哲学家孟子（公元前372年至289年）提出了统治者如无法满足人民的需求，人民则有权将其推翻，所以孟子的学说常遭到统治者的压制。

#### 欧洲

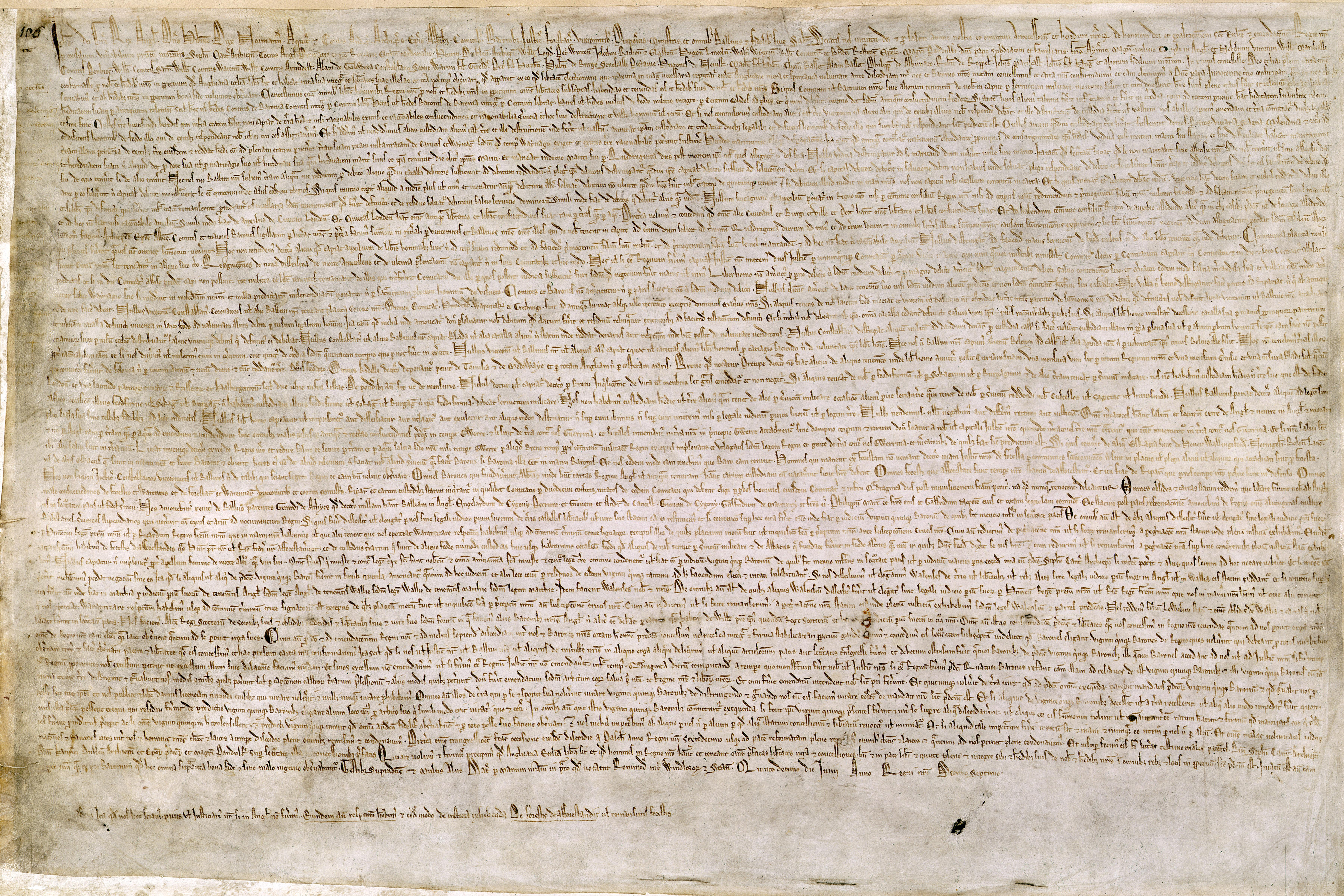
大宪章标志着限制君主权威最早的尝试之一，它也被视为法治的标志。

在欧洲，革命权的出现可以追溯到法律演讲人托尔尼。1118年，托尔尼与瑞典国王发生激烈冲突，称国王应对人民负责，如果他继续进行不受人民欢迎的与挪威的战争，他将会被推翻。此外，1215年的英国大宪章也要求国王放弃部分权利，接受其意志应受法律制约。其中包括了一个“安全条款”，这个条款给予了男爵委员会如有必要可以强制否决国王意志的权利。大宪章直接影响了议会民主制和诸如美国宪法等众多宪制文件的发展。
1222年匈牙利国王安德烈二世发布诏令，即1222年金玺诏书，此法律规定了匈牙利贵族的权利，其中包括当国王违法时拒绝服从国王的权利。此金玺诏书是匈牙利第一份宪制文件并常与大宪章做比较。
托马斯·阿奎那在《神学大全》中也写到了反抗暴政的权利。尼克尔·奥里斯姆在他的《政策书》中则断然否认有任何反抗的权利。索尔兹伯里的约翰在《论政府原理》提倡直接诛杀不道德的统治者。此神学概念在近世得以进一步扩展。像圣罗伯·白敏和胡安·德·马里亚纳这样知名的耶稣会士因提倡反抗暴政及诛杀暴君而受人惧怕。他们的观点源自萨拉曼卡学派对自然法的关注。
约翰·加尔文有类似的观点。在对《但以理书》的评注中，他发现当时的君主借口“以上帝的恩典”实行统治，而这个借口“纯粹就是欺骗”以实现自己可以“不受控制地统治”。他认为“地上的君王在悖逆上帝时罢黜了自身”，因此“这就要求我们不服从并唾弃他们”。虽然普通公民面临暴政时不得不忍受，但是地方官员却有责任“遏制国王的暴政”，正如古罗马平民保民官、斯巴达的五督政官、古雅典的民区执政官。不过加尔文在理论上支持反抗权并不意味着他认为所有情况下反抗都是明智的。至少在公开的场合，他不同意苏格兰加尔文派牧师约翰·诺克斯号召反抗英格兰都铎王朝天主教女王玛丽一世。
天主教会与加尔文有同样的担心，教宗曾经谴责了盖伊·福克斯的火药阴谋，而《逐出令》被普遍认为是一个错误。与其反抗，人民最安全的行动方式是尽可能长时间地忍受暴政，而不应冒着更大的风险进行武装反抗。
法国宗教战争时期，反君权运动者阐述了革命权，而胡格诺派则将诛杀暴君合法化。

### 现代发展

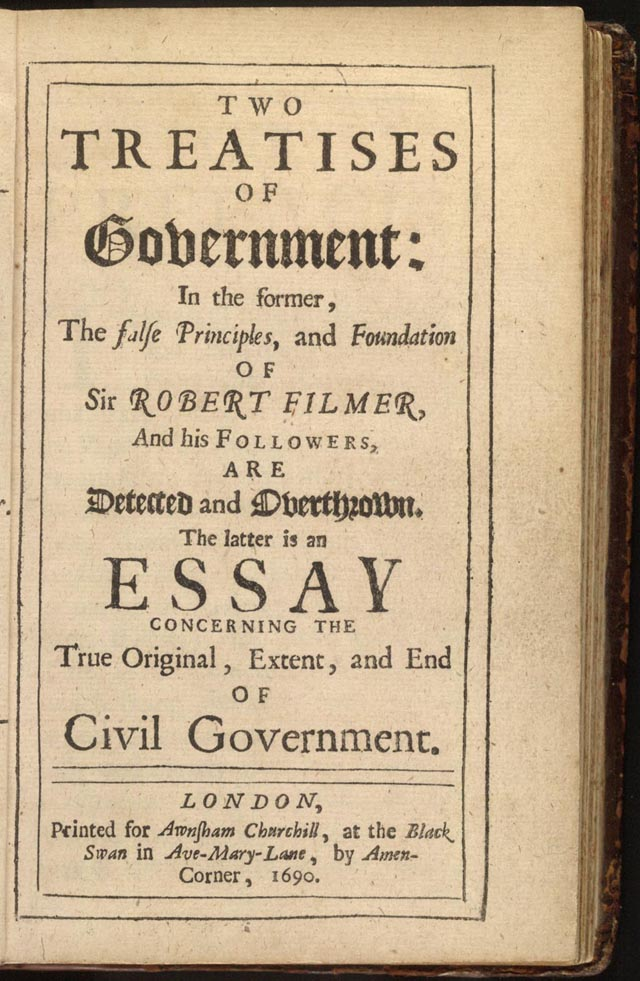
约翰·洛克的《政府论》发展了“革命权”这一概念，并被作为1688年光荣革命的基础。

革命权的概念在启蒙运动初期约翰·洛克的作品《政府论》中得到发展。其中，革命权构成了社会契约论的重要组成部分，洛克试图通过社会契约论来定义社会条件与关系的基础和起源。洛克宣称在自然法下，所有人都有生命、自由和财产的权利，在社会契约之下，当政府违背公民利益时，人民可以发动革命反抗政府并用为公民利益服务的政府将其取代。在某些情况下，洛克认为革命是义务。由此，革命权成为了制约暴政至关重要的保证。
在《政府论》中，洛克明确肯定了革命权。
“当立法者们图谋夺取和破坏人民的财产或贬低他们的地位使其处于专断权力下的奴役状态时，立法者们就使自己与人民处于战争状态，人民因此就无需再予服从，而只有寻求上帝给予人们抵抗强暴的共同庇护。所以，立法机关一旦侵犯了社会的这个基本准则，并因野心、恐惧、愚蠢或腐败，力图使自己握有或给予任何其他人以一种绝对的权力，来支配人民的生命、权利和产业时，他们就由于这种背弃委托的行为而丧失了人民为了极不相同的目的曾给予他们的权力。这一权力便归属人民，人民享有恢复他们原来的自由的权利”。——约翰·洛克

#### 历史中的运用
此后的革命运动都曾引用了洛克的理论来论证行使革命权的正当性。
在1688年的光荣革命期间，由于詹姆斯二世绝对专制和天主教的倾向令其无法接受，英格兰议会实际上罢黜了詹姆斯二世，并以威廉三世取而代之。虽然洛克的论文发表在该事件之后，但是他的思想在当时的英国政治体系中已经得到了广泛传播。

1789年7月14日攻占巴士底狱标志着法国大革命时人民起义行使革命权。

尽管洛克宣称他出书的目的是为了证明威廉三世登基是正当的，但是有观点认为他作品的大部分都完成于1679年至1680年排除危机期间，试图从一开始就阻止詹姆斯二世登基。洛克的导师、赞助者和朋友沙夫茨伯里伯爵提出了相关法案但最终未获成功。取而代之的是，该作品与此后莱伊宫阴谋相关的革命密谋有更多联系。
革命权在美国革命前夕美洲革命家们的作品中有更为重要的作用。政论文《常识》使用该概念论证了反抗英国君主制并于大英帝国脱离的正当性，而不是仅仅在帝国内维持自治。在美国独立宣言中，革命权也得到引述。来自各个州的代表签署了谴责英国国王乔治三世的独立宣言，宣言提到自然法教导人民“秉造物者之赐，拥诸无可转让之权利”，可以变更或废除“破坏”此权利的政府。
法国大革命期间，革命权也在1793年的《共和元年宪法》的前言中得以体现。这个写于1793年6月24日的前言包含了人权和公民权宣言，其中在第三十五条包含了反抗的权利：“当政府违背了人民的权利时，反抗就成了每一位人民最为神圣的权利也是最不可或缺的义务”。

## 权利本质

### 个人或集体权利
虽然革命权的一些解释使得以个人权利的方式行使它成为可能，但是在英国宪政和政治理论之下，它被明确理解为是一项集体权利。
如波琳·迈尔在她的《从反抗到革命》（From Resistance to Revolution）中指出，“无论是因恶意还是私下的伤害，私人被禁止采取强制力反抗统治者”。与之相对的是，“不是仅仅几个个人，而应涉及‘人民全体’时革命权才是正当的，对大多数作家来说‘全体人民就是公众’，或者是人民全体在‘公众权威’之下行动，这表示应在社会各阶层取得广泛共识，”

### 权利还是义务
一些哲学家认为人民推翻暴虐的政府不只是权利，而应是义务。霍华德·伊文斯·基福表示：“对我来说，反抗的责任似乎远远比反抗的权利好理解，其原因是反抗的权利会破坏权力秩序，而反抗的义务则将其超越并打破”。
莫顿·怀特在涉及美国革命家时写到：“他们有反抗的义务这一说法极其重要，很值得强调，因为这表明当他们推翻绝对君主专制时，他们认为自己是在遵从自然法和自然界的上帝的‘指示’”。美国独立宣言提到：“当滥用职权和巧取豪夺的行为连绵不断、层出不穷，证明政府追求的目标是企图把人民置于专制主义统治之下时，人民就有权利，也有‘义务’推翻这样的政府”。“滥用职权和巧取豪夺的行为连绵不断、层出不穷”参考了洛克在《政府论》下篇中相似的论述，在此他明确提出了推翻暴君的义务。马丁路德同样认为人民有义务抵制非正义的法律。

## 前提
一些革命权的理论在其实行上加上了重要的前提条件，将其限制在最为糟糕的情况之下。在美国革命的背景下，可以发现革命权的表达即受制于前提条件又不受制于当时的条件。
比如，在美国革命前夕，美国人认为他们糟糕的境遇使得他们有正当理由行使革命权。亚历山大·汉密尔顿认为美国人的反抗是纠正违反“公民社会基本原则”以及侵犯“全体人民权利”的“自然规律”的体现。对托马斯·杰斐逊来说，宣言是被压迫人民最后的努力，这也是1776年许多美国人对自身的看法。杰斐逊对殖民地人民不满的表达是为了表明美国人达到了行使自然法中革命权的要求。
诸如克里斯蒂安·弗里茨等某些学者提到美国革命结束后，美国人并没有放弃革命权。事实上是，他们将革命权编入了新宪法。甚至直到今天，美国有35个州的宪法有和独立宣言前言类似或相同的关于革命权的条款。比如，一些被认为属于“保守的”宪法，如革命后马萨诸塞州1780年宪法，保留了人民“改革、变更或完全改变”政府的权利，为的不只是保护自身安全，也是为了在任何时候“维护他们的繁荣与幸福”。这样的表述在美国早期的宪法中并不罕见。康涅狄格1818年宪法写明人民“任何时候”都有“以自己决定合适的方式”变更政府的权利。
弗里茨在《美国最高统治者：人民与内战前的美国宪法传统》（American Sovereigns: The People and America's Constitutional Tradition Before the Civil War）一书中描述了美国对革命权的前提条件所持有的观点存在两重性。由于要求有极端紧迫的前提条件才可以行使，“一些最早期的州宪法包含了呼应传统革命权的‘变更或废止’的条款”。 马里兰1776年宪法和新罕布什尔1784年宪法要求政府违反其宗旨或危及公众自由且其他一切补救手段都无济于事。但是，与之相对的是，其他的一些州去掉了行使革命权的繁重前提。在1776年弗吉尼亚州宪法中该权利在政府“不够格”时即随之产生。1776年宾夕法尼亚州宪法只要求人民认为改变政府对公众福利“最有益”时即可。

## 自然法还是实证法
对革命权的描述在该权利应被看做是自然法（实质受自然限定因而放之四海而皆准的法律）还是实证法（某当权者为统治国家而通过或实行的法律）上存在分歧。
比如，革命权具有自然法和实证法双重本质可以在美国革命背景中发现。虽然美国独立宣言引用了自然法革命权，但是自然法不是美国独立唯一的正当理由。英国宪法精神同样在一定程度上支持了殖民地居民的行动。直到18世纪60年代，英国法律仍承认威廉·布莱克斯通《英格兰法律评论》所说的“纠正压迫大众的法律”。和自然法革命权一样，这个起纠正作用的限制性法律给民众抵制君主提供了正当理由。这一纠正性法律源自人民与国王间为维护公众福利而定的契约。最初的契约是“自古以来英格兰和不列颠宪制性法律的中心信条”。宣言中所列举的众多不满表明这一契约已被打破。
这一广为接受的纠正性法律使人民有正当理由抵制政府违反宪法的行为。自由依赖于人民“最终”抵抗的权利。打破“统治者于被统治者间自愿缔结的契约”并违反宪法的命令可以被“无视”，而武断的命令则可以以强制力来反对。这一权利暗指人民身上有抵制违反宪法行为的义务。如哈密尔顿于1775年指出，政府行使权力来保护人民的“绝对权利”，如果政府打破了宪法的契约，丧失了这些权力，人民则可以将其收回。
该纠正性法律与革命权一样在自然法之下有一定限制。与革命权一样，它也不是个人权利，而属于作为缔结最初的宪法契约一方的整个群体。它不是解决问题的第一手段，也不是回应政府无关紧要或常见错误的方式。布莱克斯通的《评论》认为运用该法应该是“特殊情况”，如在國王打破最初契约，违反“基本法律”或放弃国家时才引用。在印花税法案危机期间，马萨诸塞省议会认为如果自由受到了“压迫之手”和“暴政无情之铁蹄”攻击时，抵抗国王就是正当的。十年后，独立宣言中对乔治三世的控诉试图以他违反了最初的宪法契约为由结束他的君主统治。
如克里斯蒂安·弗里茨在描述革命权在美国革命中所扮演的角色时所解释的那样，当时人民有推翻专制国王这样的集体权利，而这样的英美宪法思想下的常规理论使得美国独立具有了正当性。“自然法和英国宪法精神给予了殖民地居民反抗君主压迫的权利”。但是，这些在美国革命前夕对革命权的理解基于的是一种传统的政府模式，该模式认定存在一种在混沌的远古时期国王和人民间订立了一个假设的契约。“在这一契约中，人民为了得到保护而以效忠国王为交换”。这是一种契约关系。美国革命者乔治三世没有尽到该契约中保护的责任，因此使得人民不用再效忠国王。同时基于自然法和英国宪法精神，君主打破该假设的契约让臣民具有了革命权。

### 实证法案例
尽管许多独立宣言都通过诉诸于革命权来寻求合法性，但是因为可能产生的不稳定影响，很少有宪法提及或保障公民的革命权。作为实证法明确提及革命权的例子包括：
- 美國獨立宣言 前言：我们认为下面这些真理是不證自明的：人人生而平等，造物主赋予他们若干不可剥夺的权利，其中包括生命权、自由权和追求幸福的权利。为了保障这些权利，人们才在他们之间建立政府，而政府之正当权力，则来自被统治者的同意。任何形式的政府，只要破坏上述目的，人民就有权利改变或废除它，并建立新政府；新政府赖以奠基的原则，得以组织权力的方式，都要最大可能地增进民众的安全和幸福。的确，从慎重考虑，不应当由于轻微和短暂的原因而改变成立多年的政府。过去的一切经验也都说明，任何苦难，只要尚能忍受，人类都宁愿容忍，而无意废除他们久已习惯了的政府来恢复自身的权益。但是，当政府一贯滥用职权、强取豪夺，一成不变地追逐这一目标，足以证明它旨在把人民置于绝对专制统治之下时，那么，人民就有权利，也有义务推翻这个政府，并为他们未来的安全建立新的保障[30]。
- 波兰立陶宛联邦贵族什拉赫塔保留了一项反抗的权利，称为洛克施（英语：Rokosz），意为“叛变”或“起义”。
- 新罕布什尔州宪法保障公民改革政府的权利。在其宪法权利法案的第十条有：“每当政府之宗旨遭到破坏，公众之自由遭明显威胁，且其他一切纠正手段皆无效时，人民可以，并依照权利，改革旧政府或建立新政府。主张面对专权和压迫而不抵抗的信条是荒谬和充满奴性的，且会破坏人类之美好与幸福。”
- 肯塔基宪法（英语：Kentucky Constitution）[31]在权利法案中也保障变更、改革或废除其政府的权利：“一切权利在于人民，一切自由政府皆建立在他们的权威之上，并为他们的和平、安全、幸福及财产之保护而设立。为了推进此宗旨之实现，他们永远都拥有不可剥夺且不可取消的以他们认为合适的方式改变、改革或废除其政府之权利。”
- 在宾夕法尼亚宪法[32]权利法案第一条第二款有类似的说法：“一切权利在于人民，一切自由政府皆建立在他们的权威之上，并为他们的和平、安全、幸福而设立。为了推进此宗旨之实现，他们永远都拥有不可剥夺且不可取消的以他们认为合适的方式改变、改革或废除其政府之权利。”
- 田纳西宪法（英语：Constitution of Tennessee）[33]第一条第一款称：“一切权利在于人民，一切自由政府皆建立在他们的权威之上，并为他们的和平、安全、幸福而设立。为了推进此宗旨之实现，他们永远都拥有不可剥夺且不可取消的以他们认为合适的方式改变、改革或废除其政府之权利。”
- 北卡罗来纳1789年11月21日宪法（英语：Constitution of North Carolina）同样包含了权利法案[34]：“三、政府应为人民的共同福祉、保障及安全而设立，主张面对专权和压迫而不抵抗的信条是荒谬和充满奴性的，且会破坏人类之美好与幸福。”
- 德克萨斯宪法（英语：Constitution of Texas）[35]在第一条第二款也包含类似说法：“一切权利在于人民，一切自由政府皆建立在他们的权威之上且为他们的福祉而设立。以德克萨斯人民之信仰起誓保障共和政体，且仅以此为限，他们永远都拥有不可剥夺的以他们认为合适的方式改变、改革或废除其政府之权利。”
- 1793年法国宪法前言即《人权和公民权宣言》中有数项革命权条款：“第十一条：如非源自法律案件，没有法律所定之形式，任何针对个人的行为都是专权和暴政。如果试图以强制力执行此行为，为该行为之对象的人有权利以强制力反抗。第十二条：煽动、分发、签署、执行专权行为或导致其执行的人有罪且必受处罚。...第二十七条：任何篡夺主权之个人应立即被自由人处死。...第三十三至三十五条：抵抗压迫是其他人权的结果。当社会整体中之单一成员遭受压迫时，社会整体即遭压迫。当社会整体遭到压迫时，其每一个成员也遭压迫。当政府违背了人民的权利时，反抗就成了每一位人民最为神圣的权利也是最不可或缺的义务。”[36]
- 1949年联邦德国基本法包含保护人权和自然权利牢固且不可变更的条款，以及第二十条的一项条款（1968年以来）承认人民在其他一切措施无济于事时，有抵制违反宪法暴政的权利：“所有德国人在没有其他可行的补救手段的情况下都有权利抵制任何试图废除宪法秩序的人。”[37]
- 自希腊革命以来，所有希腊宪法在结尾段都包含了抵抗权。现行宪法第一百二十条称：“将宪法之遵守委以希腊人之爱国精神，希腊人有权利和责任以一切可能之手段抵抗任何试图暴力废除宪法之人。”[38]
- 捷克共和国和斯洛伐克共和国宪法体系的一部分，基本权利和自由宪章（英语：Charter of Fundamental Rights and Freedoms）在第二十三条称：“依宪章之规定，如宪法实体的行为或法律手段的有效运用皆遇失败，公民有权抵抗任何试图颠覆人权与基本自由之民主秩序的人。”[39]
- 该权利可以从《世界人权宣言》序言第三段推出：“鉴于为使人类不致迫不得已铤而走险对暴政和压迫进行反叛，有必要使人权受法治的保护。”[40]

## 与现代的关联
有人认为因为在现代，可以通过全民投票的形式推翻民选政府，所以人民推翻政府的权利被植入了政治体系之中。在关于美国革命人民统治概念和革命后美国初期的研究之中，法律史学家克里斯蒂安·弗里茨写到：“宪法承认人民而不是国王为最高统治者的逻辑暗含着在美国，革命权并不具关联性。这一情况并没有在美国政府建立后立即或全面形成。有些早期的州宪法包含了反映传统革命权的‘变更或废除’的条款。...其他州宪法采纳了‘变更或废除政府’这一权利的不同版本，使之听起来与传统的革命权不同。在这些条款中，人民更改宪法能力的存在与革命权的传统前提无关。...正如美国人在他们的宪法中所包含的那样，革命权越来越被视为允许人民作为最高统治者不受限制地控制政府或修改宪法的原则。以此方式，该权利动摇了反抗压迫的传统根基。现如今可以将变更或废除的条款的解释与人民是美国最高统治者这一宪法原则实现一致”。
不过，诸如阿拉伯之春等事件表明历史上的革命时期并不一定已经结束。从而引起了在21世纪革命权重要性的问题。随着在国际法之下恐怖主义是犯罪这一认知的增强，革命权的概念被看做是区分恐怖分子和自由战士的一项法律机制。